# CHAOS MODE
『CHAOS MODE』（カオス・モード）は、日本のヴィジュアル系ロックバンド・Janne Da Arcが1999年3月17日にmotorodから発売したインディーズ3枚目のミニアルバムである。

## 内容
前作『Resist』から約3ヶ月ぶりのミニアルバムで、最後のインディーズレーベルからの作品。
今作よりメンバーのクレジット表記が大文字から小文字に変更された。

## 収録曲
1. Desperate [5:40]
  - 作詞：yasu
作曲：kiyo
編曲：kiyo、Janne Da Arc
2. -R-TYPE ｢瞳の色｣ [4:30]
  - 作詞・作曲：yasu
編曲：yasu、Janne Da Arc
3. Psycho Dance [4:55]
  - 作詞：yasu
作曲・編曲：Janne Da Arc
4. ....song [5:39]
  - 作詞：yasu
作曲：kiyo
編曲：kiyo、Janne Da Arc
5. Labyrinth [4:12]
  - 作詞・作曲：yasu
編曲：yasu、Janne Da Arc
6. Strange Voice [4:56]
  - 作詞・作曲：yasu
編曲：yasu、Janne Da Arc

## 参加ミュージシャン
Janne Da Arc
- yasu：Vocal
- you：Guitar
- ka-yu：Bass
- kiyo：Keyboards
- shuji：Drums